# Jesús Manzaneque
Jesús Manzaneque Sánchez (Campo de Criptana, 1º gennaio 1943) è un ex ciclista su strada spagnolo.
Professionista dal 1962 al 1981, vinse due tappe alla Vuelta a España.

## Carriera
Passato professionista nel 1962, abile sul passo e capace di difendersi in salita, seppe vincere molte brevi corse a tappe del calendario spagnolo. Il suo anno migliore fu il 1973, quando riuscì a vincere ben dodici corse.
Vinse più di trenta corse in carriera ma solo due di queste furono fuori dalla Spagna: la classifica generale della Volta a Portugal 1973 e la settima frazione del Critérium du Dauphiné Libéré 1974.
Disputò tredici volte la Vuelta a España aggiudicandosi due tappe, una nel 1972 ed una nel 1975, portandola sempre a termine ed entrando nei primi dieci della classifica generale in quattro occasioni; al suo attivo anche due partecipazioni al Giro d'Italia e quattro al Tour de France.
Oltre alle numerose vittorie vanta anche piazzamenti importanti quali i podi alla Volta Ciclista a Catalunya nel 1969 e nel 1973, alla Vuelta al País Vasco nel 1972, 1974 e 1975 e alla Setmana Catalana de Ciclisme nel 1972.
Dal 1973 al 1975 partecipò con la nazionale spagnola ai campionati del mondo su strada.
Anche suo fratello maggiore Fernando Manzaneque fu un ciclista professionista.

## Palmares

### Strada
- 1967 (Ferrys, una vittoria)

Circuito San Juan
- 1968 (La Casera, tre vittorie)

Ruta del Vino
Vuelta a Asturias
1ª tappa Vuelta a Navarra
- 1969 (La Casera, tre vittorie)

Trofeo Elola
Gran Premio de Villareal
Classifica generale Vuelta a Aragón
- 1970 (Werner, quattro vittorie)

Trofeo Antonio Blanco
Gran Premio de Vizcaya
Classifica generale Tres Dias de Leganés
5ª tappa, 2ª semitappa Vuelta a Aragón
- 1971 (Kas, una vittoria)

Classifica generale Vuelta a la Rioja
- 1972 (Kas, una vittoria)

9ª tappa, 2ª semitappa, Vuelta a España (Barcellona > Montjuich, cronoscalata)
- 1973 (La Caseta, dodici vittorie)

1ª tappa Vuelta a la Rioja (Logroño, cronometro)
Classifica generale Vuelta a la Rioja
2ª tappa, 2ª semitappa, Vuelta a Cantabria (Gama > Santoña, cronometro)
Classifica generale Vuelta a Cantabria
5ª tappa Vuelta a Asturias (Ribadesella > Cangas de Onís)
Classifica generale Vuelta Asturias
Classifica generale Vuelta a Aragón
Classifica generale Escalada a Montjuich
Classifica generale Volta a Portugal
Prologo Volta Ciclista a Catalunya (Amposta > Amposta, cronometro)
6ª tappa Volta Ciclista a Catalunya (Orgañá > Viella)
1ª tappa Vuelta a los Valles Mineros (Mieres > Mieres)
- 1974 (La Casera, sette vittorie)

Trofeo Elola
2ª tappa, 2ª semitappa, Vuelta a la Rioja (Logroño > Logroño, cronometro)
Classifica generale Vuelta a la Rioja
7ª tappa Critérium du Dauphiné Libéré (Vals-les-Bains > Avignone)
4ª tappa, 2ª semitappa Vuelta al País Vasco (Hondarribia > San Sebastián)
3ª tappa Tres Dias de Leganés (Leganés > Leganés)
Prologo Vuelta a Cantabria (cronometro)
- 1975 (Monteverde, quattro vittorie)

19ª tappa, 2ª semitappa, Vuelta a España (San Sebastián > San Sebastián, cronometro)
5ª tappa, 2ª semitappa Vuelta al País Vasco (Hondarribia > Hondarribia, cronometro)
3ª tappa Vuelta a la Rioja (Logroño > Logroño)
Prologo Vuelta a Levante (Alicante > Alicante, cronoscalata)
- 1976 (Super Ser, due vittorie)

4ª tappa Vuelta a Andalucía (Cordova > Siviglia)
Prologo Vuelta a Cantabria (cronometro)

### Altri successi
- 1970 (Werner)

Leganés (criterium)
- 1971 (Kas)

Classifica della regolarità Vuelta a la Rioja
Prologo Volta Ciclista a Catalunya (Calafell, cronosquadre)
- 1973 (La Casera - Peña Bahamontes)

Campionati spagnogli delle regioni
Classifica combinata Volta Ciclista a Catalunya
- 1975 (Monteverde - Sanson)

Lagos de Enol (criterium)
Lagos de Enol (criterium-cronometro)
Criterium di Salamanca

## Piazzamenti

### Grandi Giri
- Giro d'Italia

1971: 37º
1972: 21º
- Tour de France

1971: 53º
1973: 39º
1974: 46º
1976: ritirato (10ª tappa)
- Vuelta a España

1964: 41º
1965: 43º
1966: 32º
1967: 44
1970: 4º
1972: 7º
1973: 10º
1974: 24º
1975: 10º
1976: 25º
1977: 34º
1979: 29º
1980: 49º

### Classiche monumento
- Milano-Sanremo

1972: 22º
1976: 70º
1978: 26º

### Competizioni mondiali
- Campionati del mondo

Barcellona 1973 - In linea: 38º
Montréal 1974 - In linea: ritirato
Yvoir 1975 - In linea: ritirato